# Renneville (Alto Garona)
Renneville (em occitano:  Renevila) é uma comuna francesa na região administrativa da Occitânia, no departamento do Alto Garona. Estende-se por uma área de 8.42 km², com 547 habitantes, segundo o censo de 2018, com uma densidade de 65 hab/km².